# 毛伯过
毛伯过（？—前524年），春秋时期毛国国君，伯爵。鲁昭公十八年（前524年）二月乙卯，毛伯得杀死毛伯过，取而代之。苌弘说：“毛得必亡，是昆吾稔之日也，侈故之以。而毛得以济侈于王都，不亡何待！”
| 前任： 毛伯卫 | 毛国国君 ？—前524年 | 繼任： 毛伯得 |